# Google Trends
A Google Trends egy Google-szolgáltatás, ami a múltbéli Google-keresési adatokat dolgozza fel, és készít belőlük kimutatásokat.
A Google Trends tetszőleges keresési kulcsszó esetében megmutatja, hogy alakult a keresések száma, és egy kis statisztikát is ad arról, hogy milyen országokban/milyen nyelveken kerestek a kifejezésre legtöbbet. Például kiderül, hogy a Pink Floyd-keresések száma megugrott, amikor kiderült, hogy még egyszer összeállnak, vagy hogy év elején mindig megnő a Sziget Fesztivál iránti érdeklődés.
A Google 2006. május 10-i sajtótájékoztatóján mutatta be a szolgáltatást ezekkel a szavakkal: „a Google Trends a Google Zeitgeistot továbbfejlesztve az egész világ többévnyi Google-keresési adatait nyitja meg ön előtt, betekintést engedve a jégkrémfogyasztási szokásoktól kezdve a politikusok népszerűségi adataiig”.